# Damt (huyện)
Huyện Damt là một huyện thuộc tỉnh Al Dali', Yemen. Đến thời điểm năm 2003, huyện này có dân số 60944 người